# コチェーヴィエ
コチェーヴィエ（Kočevje, ドイツ語: Gottschee）は、クルカ川とコルパ川の間に位置するスロベニア最大の面積を持つ市である。この市は、古代からの森林とヒグマを含む野生動物で知られている。
かつてはドイツ人のコミュニティで、ゴットシェーというドイツ語名も有名である。